# Far from the Fame
„Far from the Fame“ je píseň švédské skupiny Sabaton, která byla věnována československému vojákovi Karlu Janouškovi. Poprvé zazněla na festivalu Masters of Rock v roce 2012. V roce 2014 vyšla ve studiové verzi na albu Heroes.